# Isochromodes subtractata
Isochromodes subtractata är en fjärilsart som beskrevs av W. Warren 1897. Isochromodes subtractata ingår i släktet Isochromodes och familjen mätare. Inga underarter finns listade i Catalogue of Life.